# ۱۹۳۷

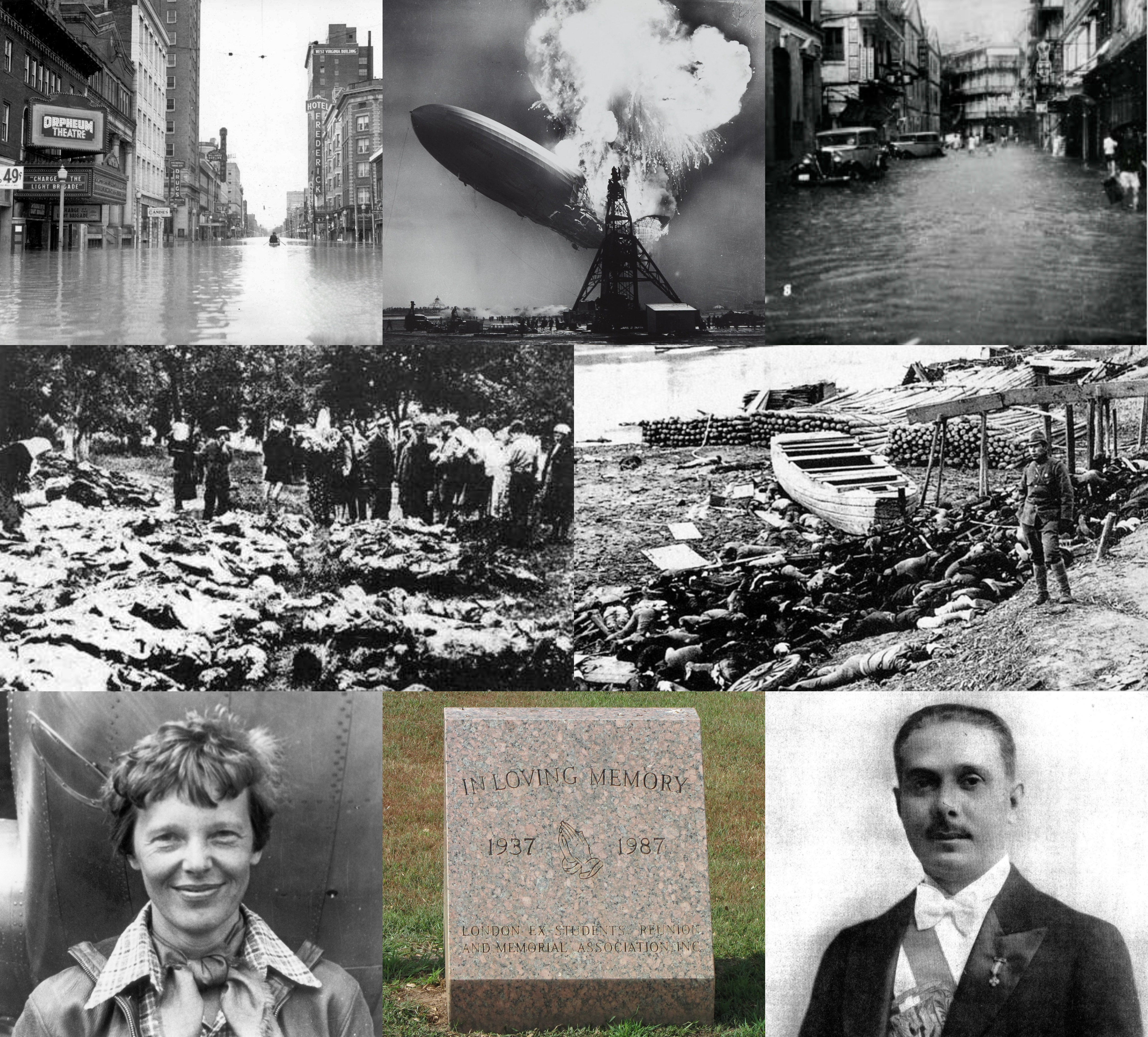

## زادروزها
- ۳۰ ژانویه - بوریس اسپاسکی : شطرنج باز اهل شوروی و قهرمان شطرنج جهان .
- ۳۱ ژانویه - هلکه ساندر، فیلمساز و روزنامه‌نگار فمینیست آلمانی
- 2 مارس _ عبدالعزیز بوتفلیقه، رئیس‌جمهور الجزایر.
- ۲۸ آوریل _ صدام حسین رئیس جمهور و دیکتاتور سابق عراق.
- ۱ ژوئن - مورگان فریمن، بازیگر و کارگردان آمریکایی
- ۱۵ ژانویه – مارگارت اوبرایان، بازیگر آمریکایی
- ۱۰ فوریه – روبرتا فلک، خواننده آمریکایی
- ۱۷ فوریه – مری آن موبلی، بازیگر آمریکایی (د. ۲۰۱۴)
- ۲۰ مارس – جری رید، خواننده-ترانه‌سرا، موسیقی‌دان، بازیگر، و خواننده آمریکایی (د. ۲۰۰۸)
- ۳۰ مارس – وارن بیتی، تهیه‌کننده، فیلمنامه‌نویس، بازیگر، و کارگردان آمریکایی
- ۵ آوریل – کالین پاول، سیاست‌مدار و دیپلمات آمریکایی
- ۱۸ آوریل – یان کاپلیتسکی، معمار اهل جمهوری چک (د. ۲۰۰۹)
- ۲۰ آوریل – جرج تاکی، بازیگر و خواننده آمریکایی
- ۱۶ مه – ایوون کریگ، بازیگر آمریکایی
- ۱۷ مه – هیزل آر اولیری، سیاست‌مدار آمریکایی
- ۳۰ مه – آرماندو وایادارس، فعال حقوق بشر، دیپلمات، شاعر، نویسنده و سفیر سابق ایالات متحده آمریکا در کمیسیون حقوق بشر سازمان ملل
- ۲ ژوئن – سالی کلرمن، بازیگر و خواننده آمریکایی
- ۱۰ ژوئن – لوچانا پالوتزی، بازیگر ایتالیایی
- ۲۵ ژوئن – کیزو اوبوچی، سیاست‌مدار و دیپلمات ژاپنی (د. ۲۰۰۰)
- ۲۶ ژوئن – رابرت کلمن ریچاردسون، فیزیک‌دان آمریکایی (د. ۲۰۱۳)
- ۹ ژوئیه – دیوید هاکنی، عکاس و نقاش بریتانیایی
- ۱۴ ژوئیه – یوشیرو موری، سیاست‌مدار ژاپنی
- ۶ اوت – باربارا ویندسور، بازیگر بریتانیایی
- ۹ اوت – رناتو لونگو، دوچرخه‌سوار اهل ایتالیا
- ۸ اوت – داستین هافمن، صداپیشه، بازیگر، و کارگردان آمریکایی
- ۵ سپتامبر – ویلیام دیون، بازیگر آمریکایی
- ۱۱ اکتبر – بابی چارلتون، بازیکن فوتبال بریتانیایی (د. ۲۰۲۳)
- ۲۱ دسامبر – جین فوندا، بازیگر آمریکایی

## مرگ‌ها
- ۲۵ مارس - جان درینک واتر، شاعر و رمان‌نویس انگلیسی
- ۳۱ اکتبر - چارلز ویلیام گوردون معروف به رالف کونور، شاعر
- ۱۱ فوریه - والتر برلی گریفین، معمار آمریکایی (زاده ۱۸۷۶)
- ۱۲ مارس - شارل ماری ویدر، آهنگساز و نوازنده ارگ فرانسوی (زاده ۱۸۴۴)
- ۲۷ آوریل -آنتونیو گرامشی، نظریه‌پرداز مارکسیست و از رهبران و بنیان‌گذاران حزب کمونیست ایتالیا (زاده ۱۸۹۱)
- ۱۹ ژوئن - جیمز بری، نویسنده و نمایش‌نامه‌نویس اسکاتلندی (زاده ۱۸۶۰)
- ۲۰ ژوئیه - گولیلمو مارکونی، مهندس برق ایتالیایی و مخترع رادیو (زاده ۱۸۷۴)
- ۲۸ مه -آلفرد آدلر، روانشناس اتریشی (زاده ۱۸۷۰)
- ۲۶ سپتامبر - بسی اسمیت، خوانندهٔ بلوز آمریکایی (زاده ۱۸۹۴)
- ۲۹ نوامبر -یقیشه چارنتس، شاعر و فعال مدنی ارمنی (زاده ۱۸۹۷)
- ۲۸ دسامبر - موریس راول، آهنگساز و نوازنده فرانسوی (زاده ۱۸۷۵)
- ۲ ژانویه – راس الکساندر، بازیگر آمریکایی (ز. ۱۹۰۷)
- ۷ فوریه – الیو روت، سیاست‌مدار، وکیل، و دیپلمات آمریکایی (ز. ۱۸۴۵)
- ۱۵ مارس – هوارد فیلیپس لاوکرفت، نویسنده آمریکایی (ز. ۱۸۹۰)
- ۱۷ مارس – آستن چمبرلین، سیاست‌مدار بریتانیایی (ز. ۱۸۶۳)
- ۱۰ آوریل – رالف اینس، فیلمنامه‌نویس، بازیگر، و کارگردان آمریکایی (ز. ۱۸۸۷)
- ۷ ژوئن – جین هارلو، بازیگر آمریکایی (ز. ۱۹۱۱)
- ۱۰ ژوئن – رابرت بوردن، سیاست‌مدار، وکیل، و دیپلمات کانادایی (ز. ۱۸۵۴)
- ۱۲ ژوئن – میخائیل توخاچفسکی، نظامی روسی (ز. ۱۸۹۳)
- ۱۸ ژوئن – گاستون دومرگ، سیاست‌مدار فرانسوی (ز. ۱۸۶۳)
- ۲۵ ژوئن – کالین کلایو، بازیگر بریتانیایی (ز. ۱۹۰۰)
- ۱۱ ژوئیه – جرج گرشوین، آهنگساز و پیانیست آمریکایی (ز. ۱۸۹۸)
- ۱۱ اوت – ادیت وارتون، نویسنده آمریکایی (ز. ۱۸۶۲)
- ۲۲ سپتامبر – روت رولان، تهیه‌کننده و بازیگر آمریکایی (ز. ۱۸۹۲)
- ۲۹ سپتامبر – ری اوری، ورزشکار آمریکایی (ز. ۱۸۷۳)
- ۹ نوامبر – رمزی مک‌دونالد، سیاست‌مدار بریتانیایی (ز. ۱۸۶۶)
- ۹ دسامبر – گوستاف دالن، فیزیک‌دان و مهندس سوئدی (ز. ۱۸۶۹)
- ۱۲ دسامبر – آلفرد ابل، بازیگر و کارگردان آلمانی (ز. ۱۸۷۹)